# Констанс II (узурпатор)
Констанс II е римски узурпатор, син и съимператор на узурпатора Константин III, издигнат на власт от легионите в Британия и признат в част от Галия.
Констанс е провъсгласен от баща си първо за цезар в 407 г., а след това за август в 409 г. Изпратен е заедно с военачалника Геронтий за да установи контрол над Испания. Но Галия скоро бива окупирана от нахлуващите през р. Рейн варвари, а в Испания Геронтий се отмята и издига за претендент своето протеже Максим. Констанций, военачалника на западния римски император Флавий Хонорий в крайна сметка побеждава Константин III. Констант II е заловен от Геронтий във Виен, където е екзекутиран, вероятно през септември 411.